# Wappen von Tscheljabinsk
Das Wappen von Tscheljabinsk (russisch Герб Челябинска Gerb Tscheljabinska) ist das offizielle Stadtwappen von Tscheljabinsk, Oblast Tscheljabinsk Russland. Das aktuelle Design, das am 12. September 2000 von der Stadtduma angenommen wurde, zeigt ein goldenes Kamel, das mit Waren auf dem Rücken beladen ist. Der Schild ist in zwei Felder unterteilt, wobei das obere höher ist als das erste. Das obere Feld ist silbern und ähnelt einer Backsteinmauer. Das untere Feld ist grün.
Neben dem aktuellen Wappen gab es in der Stadt auch andere Wappen. Das erste offizielle Wappen wurde 1782 angenommen. Während der Sowjetzeit wurde das Wappen geändert, 1994 erneut, bevor im Jahr 2000 das aktuelle Design eingeführt wurde.

## Design und Symbolik
Das Kamel symbolisiert Wohlstand und Reichtum sowie die Bedeutung des Handels in Tscheljabinsk.  Das Kamel spiegelt die Geschichte der Stadt wider – eine Handelsroute nach Indien führte durch die Stadt, daher reisten häufig mit Waren beladene Kamele durch.  Die silberne Farbe des oberen Feldes symbolisiert Reinheit und das Ziegelmauermuster Schutz. Die Mauer verweist auch auf die Geschichte der Stadt, da Tscheljabinsk 1736 als Festung gegründet wurde. Das Grün symbolisiert Hoffnung und Überfluss, das Gold Stärke, Reichtum und Intelligenz.

## Geschichte

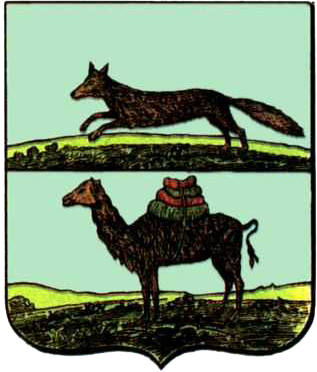
Das erste Wappen von Tscheljabinsk

### Erstes Wappen
Das erste Wappen der Stadt wurde am 8. Juni 1782 von Zarin Katharina II. genehmigt. Es wurde von Ratsherr AO Volkov entworfen und bestand aus einem horizontal in zwei Hälften geteilten Schild. Die obere Hälfte zeigte einen Marder, der über ein grünes Feld lief. Der Marder war ein Symbol des Gouvernement Orenburg und war dessen Wappen entnommen. Er wurde also aufgenommen, um die Stellung der Stadt innerhalb des Gouverneursamts darzustellen. Auf der unteren Hälfte war ein mit Waren beladenes Kamel abgebildet, das die wirtschaftliche Bedeutung der Stadt symbolisierte. Die Kamelsymbolik geht mindestens auf das Jahr 1737 zurück, als Wassili Tatischtschew zwei Vorschläge für das Wappen des Issetski-Rajon vorlegte, in dem die Stadt damals lag. Ein Vorschlag zeigte ein festgebundenes Kamel als Hauptschild, und der Zweite zeigte einen Kamelkopf mit Hals auf dem Wappen. Das Kamel symbolisierte wahrscheinlich Russlands Interesse am Bau von Festungen in Asien, um die damit verbundenen wirtschaftlichen Vorteile zu schützen.

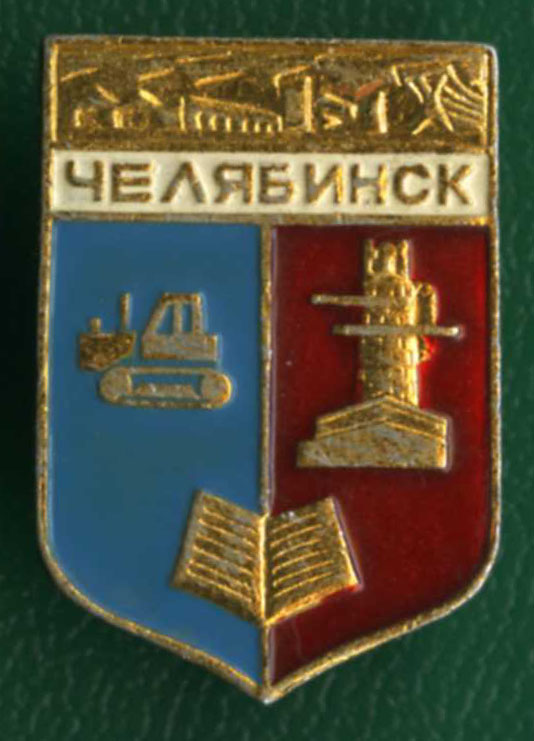

### Zweites Wappen
Während der Sowjetzeit wurde das Wappen von 1782 abgeschafft und durch verschiedene Symbole ersetzt. Ein Design zeigte einen roten Schild mit einer Schöpfkelle, einem Zahnrad, einem Kamel und einem Zobel. Das zweite, links abgebildete, zeigte einen vertikal in zwei Hälften geteilten Schild mit einer blauen Seite links und einer roten Seite rechts. Auf der blauen Seite war ein Traktor abgebildet, auf der roten eine Art Turm. In der Mitte der beiden war ein aufgeschlagenes Buch abgebildet. Darüber erschien der Name der Stadt und darüber eine Stadtlandschaft.

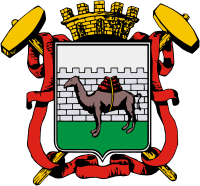
Drittes Wappen der Stadt

### Drittes Wappen
Das dritte Wappen wurde am 13. September 1994 angenommen. Es zeigte dasselbe Kamel wie in der Fassung von 1782, jedoch ohne den Marder. Das Kamel war auf einem silbernen Schild abgebildet, das für Reinheit und Besonnenheit steht. Auf dem silbernen Schild war ein Ziegelmauermuster zu sehen, das Schutz symbolisierte. Das Kamel steht auf einer grünen Wiese, die Hoffnung und Überfluss symbolisiert. Auf dem Wappen befand sich eine fünfzackige goldene Krone, die den Status der Stadt als Verwaltungszentrum der Region darstellte. Hinter dem Schild befanden sich zwei sich kreuzende goldene Hämmer, die für die Industrie standen, und über beide Hämmer war ein rotes Band drapiert. Das Wappen wurde von Andrey Viktorovich Startsev und VA Kryukov entworfen.  Der Heraldische Rat genehmigte den Entwurf allerdings nicht, und er erschien nicht im Staatlichen Heraldischen Register der Russischen Föderation.

### Viertes Wappen
Im Jahr 2000 wurden Elemente des dritten Wappens von einer kleinen Gruppe von Autoren geändert und am 12. September desselben Jahres angenommen. Die äußeren Elemente des Emblems wurden entfernt und das Kamel wurde auf eine einzige Farbe – Gold – reduziert.